# گمینا بژسکو
گمینا بژسکو (به لهستانی:  Gmina Brzesko) یک گمینا در لهستان است که در شهرستان بژسکو واقع شده‌است. گمینا بژسکو ۱۰۲٫۵۷ کیلومتر مربع مساحت و ۳۵٬۴۳۸ نفر جمعیت دارد.